# Diapauza
A biológiában a diapauza, azaz átmeneti nyugalmi állapot egyes állatok felfüggesztett egyedfejlődéssel vagy növekedéssel járó időszaka.
A diapauza sok rovarban és más gerinctelenekben a hormonális szabályozással felfüggesztett egyedfejlődés vagy növekedés időszaka, amely általában a kedvezőtlen (hideg, csapadékmentes) időszakok átvészelését teszi lehetővé, melynek idején az anyagcsere sebessége jelentős mértékben csökken. A diapauzát gyakran évszakos változások idézik elő és veleszületett ritmus szabályozza. Diapauza felléphet pete, lárva és báb, sőt imágó állapotban is.
A diapauzával az ökológia tudományán belül az autökológia tudományága foglalkozik.
Az élő szervezetek egyik sajátossága, hogy az életük folyamán meghatározott fejlődési szakaszukban a számukra kedvezőtlen feltételek között is képesek megmaradni azzal, hogy hosszabb-rövidebb ideig nyugalmi állapotba merülnek. Ez a képességük a törzsfejlődés folyamán alakult ki, az őket körülvevő és gyakran változó környezet hatására. A nyugalmi állapot a rovarfajoknál gyakori, de néhány magasabb rendű állatfajnál is előfordul embrionális diapauza (pl. őz [Capreolus capreolus] vagy borz [Meles meles]). A továbbiakban nagyrészt a rovarfajokkal foglalkozok. A nyugalom (=dormantia, dormancy) valamilyen formája az ízelt lábú állatfajok egyedfejlődésének bármely szakaszában létrejöhet.

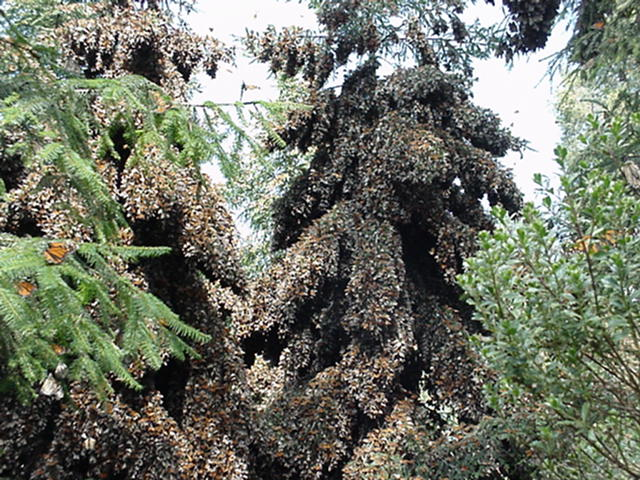
Pompás királylepke tömeges téli pihenője Mexikóban.

## Nyugalmi állapotok csoportosítása
A nyugalmi állapotokat az ausztráliai Andrewartha, a német Müller és a kanadai Mansingh entomológusok rendszere szerint szokás csoportosítani. A nyugalmi állapotokat az Andrewartha-féle osztályozás nómenklatúrája szerint a következő.
1. Merevségen vagy kvieszcencián (quiescentia) azt az állapotot értjük, amely kedvezőtlen környezeti tényezők (pl. szárazság, hőmérséklet, táplálékhiány stb.) hatására jön létre. Ha a körülmények ismét kedvezőre fordulnak, az aktív élet tovább folytatódik. A kvieszcencia állapot jellemzője, hogy mélyreható élettani változást nem okoz, továbbá csak bizonyos fejlődési stádiumban lévő alakok képesek erre a nyugalmi állapotra.
2. Nyugvás vagy diapauza. Ritmikus visszatérő nyugalmi állapot, amely hosszabb ideig tartó jelenség, és olyankor sem szakad meg, amikor optimális környezeti hatások érték a szervezetet. Feltehető, hogy ez az egymást periodikusan váltó évszakok hatására, továbbá a tápnövények megfelelő fejlettségi állapotához való alkalmazkodás a törzsfejlődés során alakult ki az állatban. Jellemzője, hogy a szervezetben mélyreható fiziológiai átalakulás zajlik le, amihez fajoktól függően hosszabb-rövidebb idő szükséges. A diapauzának két változata van.
  1. Valódi vagy obligált diapauzáról akkor beszélünk, ha a nyugalmi állapot a környezeti tényezők hatásától függetlenül jön létre és örökletesen determinált. Jellegzetessége, hogy a fajra jellemző fejlődési fokozatban lép fel úgy, hogy a nemzedék összes egyedén jelentkezik. Az obligált diapauza az évi egy nemzedékes (univoltin vagy homodinám) fajokra (pl. cseresznyelégy) jellemző. Ezeknél a fajoknál a nyugalmi állapot feltétlen létrejön, annak ellenére, hogy aktív élettevékenységükhöz látszólag minden feltétel adott ahhoz, hogy újabb nemzedék vagy nemzedékek fejlődhetnének.
  2. Feltételes vagy fakultatív diapauza esetében egy vagy több egymást követő nemzedék valamennyi egyede vagy egyedeinek többsége nyugalmi állapot nélkül fejezi be fejlődését, és csak azután következik be egy nemzedék diapauzáló fejlődési alakja. Ezt a nyugalmi állapotot valamilyen környezeti tényező (rendszerint fény) (fotoperiódus) váltja ki, de nincs közvetlen kapcsolatban azokkal a kedvezőtlen környezeti feltételekkel (téli hideg stb.), melyeknek átvészelésére a faj alkalmazkodott. A fakultatív diapauzát kiváltó tényezőkre érzékeny fejlődési alak, illetve szakasz sohasem azonos a diapauzáló alakkal.

## Fényviszonyok szerepe
A fény minőségi viszonyait illetően a fotoperiódus-reakció szemszögéből nézve általánosnak tekinthető az a tapasztalat, hogy a 0,4–0,6 µm hullámhosszú, vagyis a spektrum közepén elhelyezkedő fénysugarak az aktívak. A magyarországi kártevő fajoknál végzett ökológiai kutatások többsége a fotoperiódus és a nyugalmi állapot (diapauza) közötti kapcsolatok megismerését célozza. Így indokolt a fotóperiódus hatásának részletesebb ismertetése. Az ízeltlábú állatok között is hosszú- és rövidnappalos, továbbá átmeneti (intermedier) típusú fajokat lehet megkülönböztetni, mint a növényeknél. A hosszúnappalos fajokra jellemző, hogy hosszú nappalokon a fejlődés diapauza nélkül történik. Ezzel szemben rövid nappalon az egyes fajok fejlődése már eltérő képet mutat.
A tipikusan hosszúnappalos fajok (keleti gyümölcsmoly, káposztalepke, burgonyabogár) diapauza görbéire jellemző egy rendkívüli meredek szakasz, amely mindig jellemző a fajra. Ezt a szakaszt kritikus fotoperiódusnak, vagy kritikus megvilágítási időnek nevezzük. Ez a kritikus szakasz a fajoktól függően 4/20 – 9/15 órás megvilágítási viszonyok között következik be. A hosszúnappalos fajokra jellemző még, hogy évente több nemzedékkel fejlődnek. A rövidnappalos fajok diapauza-görbéje pontosan ellenkezője, fordítottja a hosszúnappalosokénak. Az e csoportba tartozókra jellemző, hogy rövid nappalon megszakítás nélkül fejlődnek, majd a hosszú nappalok hatására vonulnak diapauzába. Legismertebb képviselője a selyemlepke bivoltin rassza. A rövidnappalos fajok közé tartozik Magyarországon a repcegubacsbarkó őszi rassza.
A rövidnappalos fajok 13/11 órai fotoperiódus-viszonyok között rendszerint megszakítás nélkül nevelhetők. A fotoperiódus által kiválasztott diapauzális esetek közül a Magyarországon is gyakran károsító fajok életében mint embrionális diapauza ismeretes a kökényszövőlepke, lucernapoloska fajoknál. A lárvális, ill. nimfális és prepupális diapauza ismeretes a keleti gyümölcsmoly, kukoricamoly stb. fajoknál. Pupális diapauza ismeretes a többi között a burgonyabogár, a katicabogár stb. fajoknál. Az eddigi tapasztalatok alapján a fotóperiódusra reagáló ízeltlábúak két csoportra oszthatók. Az egyik csoportba azok a fajok tartoznak, amelyek kritikus megvilágítási idejét a hőmérséklet nagy mértékben befolyásolja. Így egyebek között a burgonyabogár kritikus megvilágítási ideje a hőmérséklet csökkenésekor növekszik. A másik csoportba azok a fajok sorolhatók, amelyek kritikus fotoperiódusa bizonyos értékhatáron belül független a hőmérséklet nagyságától.
A hőmérséklet és a kritikus megvilágítási idő közötti összefüggés több faj esetében magyarázatát adja többek között annak, hogy e fajok eltérő hőmérsékletű és fotóperiódussal rendelkező földrajzi helyeken miért képesek megtelepedni. A diapauza létrejöttében az állandó és változó hőmérséklet szerepe vitathatatlan összefüggésben áll a fotoperiódus-hatással. Kísérleti tapasztalatok alapján arra lehet következtetni, hogy az egyes fajok kritikus nappalhosszúsága elsősorban az éjszakai hőmérséklettől függ. Ennek az a magyarázata, hogy az éjszakai hőmérséklet nagyobb állandósággal bír. A diapauza kiváltásában a naponként változó fotoperiódus, hatását tekintve, hazai és külföldi tapasztalatok alapján úgy látszik, hogy fajonként változik.

## Nyugalmi állapot feloldása
A diapauza időtartama az egyes fajok, de még az egyedek esetében is változó. Általában a vegetációs időszak kezdete előtt véget ér, és hidegmerevségbe megy át, majd fejlődésük tovább folytatódik, és aktívvá válnak akkor, amikor a tavaszi melegek beköszöntenek.
A diapauza feloldásához a legtöbb faj esetében elengedhetetlenül szükséges, hogy a nyugalmi állapotban lévő fejlődési alak erőteljesebb lehűlésnek legyen kitéve. Így a faj fennmaradása biztosított, mert az erőteljes lehűlés megakadályozza, hogy hosszú, meleg őszi időjáráskor a nyugvó alakok idő előtt folytassák aktív életüket.

## Magasabb rendű állatok embrionális diapauzája
A legismertebb esetként az őz (Capreolus capreolus) említhető meg.
A párosujjú patások közül egyedülállóan csak az őz megy át fejlődése során embrionális diapauzán. A suták a nyári üzekedési időszakban termékenyülnek meg, a megtermékenyített petesejt azonban hólyagcsíra-állapotban marad az anyaméh nyálkahártyájába ágyazódva. A diapauza ideje alatt a sárgatest(-ek) aktívak, de a hormontermelés alacsony szinten stabilizálódik. A sárgatest jelenléte nem biztos jele a vemhességnek, mivel a nem vemhes sutákban, a diapauza idején meglévő sárgatestszám nem különbözik a vemhesekétől. Az implantálódott magzatok száma és a diapauza alatti sárgatestszám között nincs kapcsolat. Ez a nyugvó állapot (diapauza) négy hónapig, november végéig tart. Ekkor indul meg – hormonhatásra – a nyugvó pete fejlődése. Így voltaképpen tényleges vemhesség tíz hónapjából mindössze hat hónapra korlátozódik a tényleges magzatnevelés.

## Érdekességek
- A kukoricamoly három ökotípusának genetikai különbözőségeit a diapauza- és a feromonvizsgálatok derítették ki. A diapauzakutatások során derült fény a kukoricamoly különböző törzseire, biotípusaira.
- A Hyalophora cecropia nevű selyemszövőlepke bábja mintegy öt hónapos nyugalmi állapotban, diapauzában van, erre az anyagcsere rendkívül alacsony intenzitása jellemző. Az amerikai Carroll M. Williams nevű kutató vizsgálatai arról tanúskodnak, hogy a Hyalophora diapauzájának időtartama lényegesen lerövidíthető. Ehhez az kell, hogy a bábot 4-6 héten át alacsony, 2-5 Celsius-fokos hőmérsékleten tartsuk, majd újból melegebb, 25 Celsius-fokos hőmérsékletnek tegyük ki. E kezelés hatására idő előtt alakulnak lepkékké. Ha a bábok agyát az első 14 nap során, még mielőtt újból magasabb hőmérsékletre helyeznénk őket, eltávolítjuk, akkor az ilyen lárvák akár két esztendőn keresztül is a diapauza állapotában maradnak, s úgy pusztulnak el, hogy nem alakulnak át lepkévé. Ha az agyirtott bábokba olyan bábok agyát ültetik be, melyek nincsenek diapauzában, akkor fejlődésük újból megindul.